# 意識嘻哈
意識嘻哈（英語：Conscious hip hop），又稱為政治嘻哈、社會嘻哈，是一種嘻哈音樂的分支風格，強調歌詞內容的社會意識、政治參與、種族認同、經濟不平等、社會正義與文化覺醒等議題。此類型的嘻哈音樂往往試圖喚醒聽眾對現實社會問題的關注與反思，與強調物質主義與享樂主義的主流嘻哈形成對比。

## 歷史
意識嘻哈的起源可追溯至1980年代的美國，尤其是在紐約市與洛杉磯的地下嘻哈場景中發展起來。全民公敵組合被視為早期最具代表性的團體之一，以其激進的政治立場與對非裔美國人權益的關注而聞名。
1990年代，意識嘻哈進一步擴展，由Common、The Roots、Mos Def、Talib Kweli等藝人推廣至更廣泛的聽眾。2000年代後，Lupe Fiasco、J. Cole與Kendrick Lamar等新生代藝人繼續承襲並創新此傳統，使意識嘻哈在商業與藝術層面均獲得肯定。

## 主題與特色
意識嘻哈的歌詞常關注以下主題：
- 種族歧視與警察暴力
- 城市貧窮與階級不平等
- 社會改革與公民權利
- 心靈覺醒與文化自覺
- 個人內省與身份認同

這類音樂作品常融合靈魂樂、爵士樂與雷鬼音樂等元素，強調旋律性與敘事性。製作手法通常較少依賴華麗音效，反而聚焦於創作者的訊息傳達與文學性。